# Hiszpania na Letnich Igrzyskach Olimpijskich 2024
Hiszpania na Letnich Igrzyskach Olimpijskich 2024 – reprezentacja Hiszpanii na Letnich Igrzyskach Olimpijskich 2024, które zostały rozegrane w dniach 26 lipca – 11 sierpnia 2024 roku w Paryżu, liczyła 383 zawodników: 190 mężczyzn i 193 kobiet. Był to dwudziesty piąty start reprezentacji Hiszpanii na letnich igrzyskach olimpijskich.

## Zdobyte medale
| Medal  | Zawodnik | Dyscyplina             | Konkurencja                 | Data        |
| ------ | --- | ---------------------- | --------------------------- | ----------- |
| Złoto  | Diego Botín Florián Trittel | Żeglarstwo             | Men’s 49er                  | 2 sierpnia  |
| Złoto  | Álvaro Martín María Pérez | Lekkoatletyka          | Sztafeta mieszana w chodzie | 7 sierpnia  |
| Złoto  | Álex Baena, Pablo Barrios Adrián Bernabé, Sergio Camello Pau Cubarsí, Eric García Joan García, Sergio Gómez Miguel Gutiérrez, Alejandro Iturbe Diego López, Fermín López Juan Miranda, Cristhian Mosquera Samu Omorodion, Aimar Oroz Jon Pacheco, Marc Pubill Abel Ruiz, Juanlu Sánchez Arnau Tenas, Beñat Turrientes | Piłka nożna            | turniej mężczyzn            | 9 sierpnia  |
| Złoto  | Jordan Díaz | Lekkoatletyka          | trójskok mężczyzn           | 9 sierpnia  |
| Złoto  | Paula Camus, Paula Crespí Anni Espar, Laura Ester Judith Forca, Maica García Paula Leitón, Beatriz Ortiz Pili Peña, Nona Pérez Isabel Piralkova, Elena Ruiz Martina Terré | Piłka wodna            | turniej kobiet              | 10 sierpnia |
| Srebro | María Pérez | Lekkoatletyka          | chód na 20 km kobiet        | 1 sierpnia  |
| Srebro | Carlos Alcaraz | Tenis                  | Singel (m)                  | 4 sierpnia  |
| Srebro | Gracia Alonso de Armiño Juana Camilión Vega Gimeno Sandra Ygueravide | Koszykówka             | kobiety 3×3                 | 5 sierpnia  |
| Srebro | Ayoub Ghadfa | Boks                   | +92 kg mężczyzn             | 10 sierpnia |
| Brąz   | Francisco Garrigós | Judo                   | do 60 kg mężczyzn           | 27 lipca    |
| Brąz   | Álvaro Martín | Lekkoatletyka          | chód na 20 km mężczyzn      | 1 sierpnia  |
| Brąz   | Pau Echaniz | Kajakarstwo            | slalom K-1 mężczyzn         | 1 sierpnia  |
| Brąz   | Cristina Bucșa Sara Sorribes | Tenis                  | Debel (k)                   | 4 sierpnia  |
| Brąz   | Enmanuel Reyes | Boks                   | do 92 kg mężczyzn           | 4 sierpnia  |
| Brąz   | Meritxell Ferré Marina García Polo Lilou Lluis Meritxell Mas Alisa Ozhogina Paula Ramírez Iris Tió Blanca Toledano | Pływanie synchroniczne | drużynowe                   | 7 sierpnia  |
| Brąz   | Diego Domínguez Joan Antoni Moreno | Kajakarstwo            | C-2 500 m mężczyzn          | 8 sierpnia  |
| Brąz   | Carlos Arévalo Saúl Craviotto Rodrigo Germade Marcus Walz | Kajakarstwo            | K-4 500 m mężczyzn          | 8 sieprnia  |
| Brąz   | Agustín Casado, Rodrigo Corrales Alex Dujshebaev, Daniel Dujshebaev Daniel Fernández, Adrià Figueras Imanol Garciandia, Aleix Gómez Jorge Maqueda, Kauldi Odriozola Gonzalo Pérez de Vargas, Javier Rodríguez Miguel Sánchez-Migallón, Abel Serdio Ian Tarrafeta                                                      | Piłka ręczna           | turniej mężczyzn            | 11 sierpnia |

| Medale według dyscyplin | Medale według dyscyplin | Medale według dyscyplin | Medale według dyscyplin | Medale według dyscyplin |
| ----------------------- | ----------------------- | ----------------------- | ----------------------- | ----------------------- |
| Sport                   | złoto                   | srebro                  | brąz                    | Razem                   |
| Lekkoatletyka           | 2                       | 1                       | 1                       | 4                       |
| Piłka nożna             | 1                       | 0                       | 0                       | 1                       |
| Żeglarstwo              | 1                       | 0                       | 0                       | 1                       |
| Piłka wodna             | 1                       | 0                       | 0                       | 1                       |
| Boks                    | 0                       | 1                       | 1                       | 2                       |
| Tenis                   | 0                       | 1                       | 1                       | 2                       |
| Koszykówka              | 0                       | 1                       | 0                       | 1                       |
| Kajakarstwo             | 0                       | 0                       | 3                       | 3                       |
| Pływanie synchroniczne  | 0                       | 0                       | 1                       | 1                       |
| Piłka ręczna            | 0                       | 0                       | 1                       | 1                       |
| Judo                    | 0                       | 0                       | 1                       | 1                       |
| Razem                   | 5                       | 4                       | 9                       | 18                      |

| Medale według płci | Medale według płci | Medale według płci | Medale według płci | Medale według płci |
| ------------------ | ------------------ | ------------------ | ------------------ | ------------------ |
| Płeć               | złoto              | srebro             | brąz               | Razem              |
| Mężczyzna          | 3                  | 2                  | 7                  | 12                 |
| Kobieta            | 1                  | 2                  | 2                  | 5                  |
| Mixed              | 1                  | 0                  | 0                  | 1                  |
| Razem              | 5                  | 4                  | 9                  | 18                 |

| Medale według dni | Medale według dni | Medale według dni | Medale według dni | Medale według dni | Medale według dni |
| ----------------- | ----------------- | ----------------- | ----------------- | ----------------- | ----------------- |
| Dzień             | złoto             | srebro            | brąz              | Razem             |                   |
| 27.07             | 0                 | 0                 | 1                 | 1                 |                   |
| 1.08              | 0                 | 1                 | 2                 | 3                 |                   |
| 2.08              | 1                 | 0                 | 0                 | 1                 |                   |
| 4.08              | 0                 | 1                 | 2                 | 3                 |                   |
| 5.08              | 0                 | 1                 | 0                 | 1                 |                   |
| 7.08              | 1                 | 0                 | 1                 | 2                 |                   |
| 8.08              | 0                 | 0                 | 2                 | 2                 |                   |
| 9.08              | 2                 | 0                 | 0                 | 2                 |                   |
| 10.08             | 1                 | 1                 | 0                 | 2                 |                   |
| 11.08             | 0                 | 0                 | 1                 | 1                 |                   |
| Razem             | 5                 | 4                 | 9                 | 18                |                   |

| Multimedaliści | Multimedaliści | Multimedaliści | Multimedaliści | Multimedaliści | Multimedaliści | Multimedaliści |
| -------------- | -------------- | -------------- | -------------- | -------------- | -------------- | -------------- |
| Zawodnik       | Sport          | złoto          | srebro         | brąz           | Razem          |                |
| María Pérez    | Lekkoatletyka  | 1              | 1              | 0              | 2              |                |
| Álvaro Martín  | Lekkoatletyka  | 1              | 0              | 1              | 2              |                |

## Reprezentanci

### Badminton
| Zawodnik       | Konkurencja     | Faza grupowa              | Faza grupowa         | Faza grupowa | Elimination                | Ćwierćfinały         | Półfinały        | Finał /3. miejsce    | Finał /3. miejsce | Źródło |
| Zawodnik       | Konkurencja     | Przeciwnik Wynik          | Przeciwnik Wynik     | Pozycja      | Przeciwnik Wynik           | Przeciwnik Wynik     | Przeciwnik Wynik | Przeciwnik Wynik     | Pozycja           | Źródło |
| -------------- | --------------- | ------------------------- | -------------------- | ------------ | -------------------------- | -------------------- | ---------------- | -------------------- | ----------------- | ------ |
| Pablo Abián    | singel mężczyzn | Nettasinghe W 21–9, 21–19 | Lee P 10–21, 13–21   | 2            | NQ                         | NQ                   | NQ               | NQ                   | NQ                | [ 1 ]  |
| Carolina Marín | singel kobiet   | Stadelmann W 21–11, 21–19 | Darragh W 21–5, 21–5 | 1 Q          | Zhang W 12–21, 21–9, 21–18 | Ohori W 21–13, 21–14 | He P 21–14, 10–8 | Tunjung P (walkower) | 4.                | [ 2 ]  |

### Boks
| Zawodnik       | Konkurencja          | 1/16                 | 1/8              | Ćwierćfinał       | Półfinał              | Finał            | Finał   | Źródło |
| Zawodnik       | Konkurencja          | Przeciwnik Wynik     | Przeciwnik Wynik | Przeciwnik Wynik  | Przeciwnik Wynik      | Przeciwnik Wynik | Miejsce | Źródło |
| -------------- | -------------------- | -------------------- | ---------------- | ----------------- | --------------------- | ---------------- | ------- | ------ |
| Rafael Lozano  | do 51 kg mężczyzn    | —                    | Chothia W 4-1    | Alcántara P 2–3   | NQ                    | NQ               | 5       | [ 3 ]  |
| José Quiles    | do 57 kg mężczyzn    | —                    | Sabyrkhan W 4–1  | Khalokov P 0-5    | NQ                    | NQ               | 5       | [ 4 ]  |
| Oier Ibarretxe | do 63,5 kg mężczyzn  | Mukhammedsabyr P 0-5 | NQ               | NQ                | NQ                    | NQ               | 17      | [ 5 ]  |
| Enmanuel Reyes | do 92 kg mężczyzn    | —                    | Han W 4-1        | Schelstaete W 5-0 | Alfonso L 1-4         | —                | brąz    | [ 6 ]  |
| Ayoub Ghadfa   | ponad 92 kg mężczyzn | —                    | Kunkabayev W 3-2 | Chaloyan W 5-0    | Aboudou Moindze W 5-0 | Jalolov P 0–5    | srebro  | [ 7 ]  |
| Laura Fuertes  | do 50 kg kobiet      | Herrera P 2–3        | NQ               | NQ                | NQ                    | NQ               | 17      | [ 8 ]  |

### Gimnastyka

#### Gimnastyka sportowa
| Zawodnik       | Konkurencja                 | Kwalifikacje | Kwalifikacje | Kwalifikacje | Kwalifikacje | Kwalifikacje | Kwalifikacje | Kwalifikacje | Kwalifikacje | Finał    | Finał    | Finał    | Finał    | Finał    | Finał    | Finał | Finał   | Źródło |
| Zawodnik       | Konkurencja                 | Przyrząd     | Przyrząd     | Przyrząd     | Przyrząd     | Przyrząd     | Przyrząd     | Razem        | Miejsce      | Przyrząd | Przyrząd | Przyrząd | Przyrząd | Przyrząd | Przyrząd | Razem | Miejsce | Źródło |
| Zawodnik       | Konkurencja                 | F            | PH           | R            | V            | PB           | HB           | Razem        | Miejsce      | F        | PH       | R        | V        | PB       | HB       | Razem | Miejsce | Źródło |
| -------------- | --------------------------- | ------------ | ------------ | ------------ | ------------ | ------------ | ------------ | ------------ | ------------ | -------- | -------- | -------- | -------- | -------- | -------- | ----- | ------- | ------ |
| Néstor Abad    | Wielobój drużynowy mężczyzn | 14.000       | 13.166       | 13.600       | 14.500       | 10.766       | 13.300       | 79.332       | 35           | NQ       | NQ       | NQ       | NQ       | NQ       | NQ       | NQ    | NQ      | [ 9 ]  |
| Thierno Diallo | Wielobój drużynowy mężczyzn | —            | 11.866       | —            | —            | 12.966       | 12.933       | —            | —            | NQ       | NQ       | NQ       | NQ       | NQ       | NQ       | NQ    | NQ      | [ 9 ]  |
| Nicolau Mir    | Wielobój drużynowy mężczyzn | 13.666       | 12.666       | 12.966       | 12.733       | 7.466        | 13.333       | 72.830       | 44           | NQ       | NQ       | NQ       | NQ       | NQ       | NQ       | NQ    | NQ      | [ 9 ]  |
| Joel Plata     | Wielobój drużynowy mężczyzn | 14.166       | 13.566       | 13.433       | 12.933       | 12.433       | 13.666       | 80.197       | 27           | NQ       | NQ       | NQ       | NQ       | NQ       | NQ       | NQ    | NQ      | [ 9 ]  |
| Ray Zapata     | Wielobój drużynowy mężczyzn | 14.600 Q     | —            | 13.900       | 14.300       | —            | —            | —            | —            | NQ       | NQ       | NQ       | NQ       | NQ       | NQ       | NQ    | NQ      | [ 9 ]  |
| Razem          | Wielobój drużynowy mężczyzn | 42.766       | 39.398       | 40.933       | 41.733       | 36.165       | 40.299       | 241.294      | 12           | NQ       | NQ       | NQ       | NQ       | NQ       | NQ       | NQ    | NQ      | [ 9 ]  |

##### Indywidualny
| Zawodnik   | Konkurencja     | Kwalifikacje | Kwalifikacje | Kwalifikacje | Kwalifikacje | Kwalifikacje | Kwalifikacje | Kwalifikacje | Kwalifikacje | Finał    | Finał    | Finał    | Finał    | Finał    | Finał    | Finał  | Finał   | Źródło |
| Zawodnik   | Konkurencja     | Przyrząd     | Przyrząd     | Przyrząd     | Przyrząd     | Przyrząd     | Przyrząd     | Razem        | Miejsce      | Przyrząd | Przyrząd | Przyrząd | Przyrząd | Przyrząd | Przyrząd | Razem  | Miejsce | Źródło |
| Zawodnik   | Konkurencja     | F            | PH           | R            | V            | PB           | HB           | Razem        | Miejsce      | F        | PH       | R        | V        | PB       | HB       | Razem  | Miejsce | Źródło |
| ---------- | --------------- | ------------ | ------------ | ------------ | ------------ | ------------ | ------------ | ------------ | ------------ | -------- | -------- | -------- | -------- | -------- | -------- | ------ | ------- | ------ |
| Ray Zapata | ćwiczenia wolne | 14.600       | —            | —            | —            | —            | —            | —            | 3 Q          | 14.333   | —        | —        | —        | —        | —        | 14.333 | 7.      | [ 10 ] |

##### Kobiety indywidualnie
| Zawodniczka     | Konkurencja                  | Kwalifikacje | Kwalifikacje | Kwalifikacje | Kwalifikacje | Kwalifikacje | Kwalifikacje | Finał    | Finał    | Finał    | Finał    | Finał | Finał   | Źródło |
| Zawodniczka     | Konkurencja                  | Przyrząd     | Przyrząd     | Przyrząd     | Przyrząd     | Razem        | Miejsce      | Przyrząd | Przyrząd | Przyrząd | Przyrząd | Razem | Miejsce | Źródło |
| Zawodniczka     | Konkurencja                  | V            | UB           | BB           | F            | Razem        | Miejsce      | V        | UB       | BB       | F        | Razem | Miejsce | Źródło |
| --------------- | ---------------------------- | ------------ | ------------ | ------------ | ------------ | ------------ | ------------ | -------- | -------- | -------- | -------- | ----- | ------- | ------ |
| Laura Casabuena | wielobój indywidualny kobiet | 13.033       | 13.066       | 13.133       | 12.166       | 51.398       | 35           | NQ       | NQ       | NQ       | NQ       | NQ    | NQ      | [ 11 ] |
| Ana Pérez       | wielobój indywidualny kobiet | 12.866       | 13.066       | 13.033       | 11.800       | 50.765       | 45           | NQ       | NQ       | NQ       | NQ       | NQ    | NQ      | [ 11 ] |
| Alba Petisco    | wielobój indywidualny kobiet | 11.800       | 13.466       | 13.400       | 12.633       | 51.299       | 36           | NQ       | NQ       | NQ       | NQ       | NQ    | NQ      | [ 11 ] |

#### Gimnastyka artystyczna
| Zawodniczka     | Konkurencja           | Kwalifikacje | Kwalifikacje | Kwalifikacje | Kwalifikacje | Kwalifikacje | Kwalifikacje | Finał  | Finał | Finał   | Finał   | Finał | Finał   | Źródło |
| Zawodniczka     | Konkurencja           | Obręcz       | Piłka        | Maczugi      | Wstążka      | Wynik        | Miejsce      | Obręcz | Piłka | Maczugi | Wstążka | Wynik | Miejsce | Źródło |
| --------------- | --------------------- | ------------ | ------------ | ------------ | ------------ | ------------ | ------------ | ------ | ----- | ------- | ------- | ----- | ------- | ------ |
| Alba Bautista   | wielobój indywidualny | 31.100       | 28.100       | 30.800       | 27.650       | 117.650      | 20           | NQ     | NQ    | NQ      | NQ      | NQ    | NQ      | [ 12 ] |
| Polina Berezina | wielobój indywidualny | 29.700       | 32.750       | 32.450       | 30.200       | 125.100      | 15           | NQ     | NQ    | NQ      | NQ      | NQ    | NQ      | [ 12 ] |

| Zawodniczka                                                       | Konkurencja      | Kwalifikacje | Kwalifikacje         | Kwalifikacje | Kwalifikacje | Finał   | Finał                | Finał | Finał   | Źródło |
| Zawodniczka                                                       | Konkurencja      | 5 piłek      | 3 Obręcze +2 maczugi | Wynik        | Miejsce      | 5 piłek | 3 Obręcze +2 maczugi | Wynik | Miejsce | Źródło |
| ----------------------------------------------------------------- | ---------------- | ------------ | -------------------- | ------------ | ------------ | ------- | -------------------- | ----- | ------- | ------ |
| Ana Arnau Inés Bergua Mireia Martínez Patricia Pérez Salma Solaun | zawody drużynowe | 30.400       | 30.000               | 60.400       | 10           | NQ      | NQ                   | NQ    | NQ      | [ 13 ] |

#### Skoki na trampolinie
| Zawodnik     | Konkurencja | Kwalifikacje | Kwalifikacje | Finał | Finał   | Źródło |
| Zawodnik     | Konkurencja | Pkt.         | Miejsce      | Pkt.  | Miejsce | Źródło |
| ------------ | ----------- | ------------ | ------------ | ----- | ------- | ------ |
| David Vega   | Mężczyźni   | 55.620       | 14           | NQ    | NQ      |        |
| Noemí Romero | Kobiety     | 54.250       | 9            | NQ    | NQ      |        |

### Golf
| Zawodnik        | Konkurencja | Runda 1 | Runda 2 | Runda 3 | Runda 4 | Łącznie | Łącznie | Łącznie | Źródło |
| Zawodnik        | Konkurencja | Wynik   | Wynik   | Wynik   | Wynik   | Wynik   | Par     | Pozycja | Źródło |
| --------------- | ----------- | ------- | ------- | ------- | ------- | ------- | ------- | ------- | ------ |
| David Puig      | Mężczyźni   | 69      | 69      | 70      | 75      | 283     | −1      | T40     | [ 14 ] |
| Jon Rahm        | Mężczyźni   | 67      | 66      | 66      | 70      | 269     | −15     | T5      | [ 14 ] |
| Azahara Muñoz   | Kobiety     | 78      | 69      | 69      | 69      | 285     | −3      | T13     | [ 15 ] |
| Carlota Ciganda | Kobiety     | 73      | 78      | 75      | 75      | 301     | +13     | T49     | [ 15 ] |

### Hokej na trawie

#### Turniej mężczyzn
- Reprezentacja mężczyzn

| - Alejandro Alonso - Jordi Bonastre - Xavier Gispert - Rafael Vilallonga - Álvaro Iglesias - José Basterra - Marc Reyné - Josep Romeu - Marc Miralles |  | - Luis Calzado - Marc Recasens - Joaquín Menini - Marc Vizcaino - Borja Lacalle - Eduard de Ignacio-Simó - Ignacio Rodríguez - Bruno Font |

| Drużyna   | Konkurencja | Faza grupowa          | Faza grupowa     | Faza grupowa     | Faza grupowa            | Faza grupowa     | Faza grupowa | Ćwierćfinały     | Półfinały        | Finał            | Pozycja | Źródło |
| Drużyna   | Konkurencja | Przeciwnik Wynik      | Przeciwnik Wynik | Przeciwnik Wynik | Przeciwnik Wynik        | Przeciwnik Wynik | Pozycja      | Przeciwnik Wynik | Przeciwnik Wynik | Przeciwnik Wynik | Pozycja | Źródło |
| --------- | ----------- | --------------------- | ---------------- | ---------------- | ----------------------- | ---------------- | ------------ | ---------------- | ---------------- | ---------------- | ------- | ------ |
| Hiszpania | mężczyźni   | Wielka Brytania P 0:4 | Niemcy W 2:0     | Francja R 3:3    | Południowa Afryka W 3:0 | Holandia P3:5    | 4.Q          | Belgia W 3:2     | Holandia P 0:4   | Indie P 1:2      | 4.      | [ 16 ] |

#### Turniej kobiet
- Reprezentacja kobiet

| - Laura Barrios - Sara Barrios - Júlia Strappato - Lucía Jiménez - María López - Belén Iglesias - Marta Segú - Constanza Amundson - Blanca Pérez |  | - Lola Riera - Begoña García - Xantal Giné - Beatriz Pérez - Borja Lacalle - Alejandra Torres-Quevedo - Clara Pérez - Patricia Álvarez |

| Drużyna   | Konkurencja | Faza grupowa          | Faza grupowa            | Faza grupowa     | Faza grupowa            | Faza grupowa     | Faza grupowa | Ćwierćfinały     | Półfinały        | Finał            | Pozycja | Źródło |
| Drużyna   | Konkurencja | Przeciwnik Wynik      | Przeciwnik Wynik        | Przeciwnik Wynik | Przeciwnik Wynik        | Przeciwnik Wynik | Pozycja      | Przeciwnik Wynik | Przeciwnik Wynik | Przeciwnik Wynik | Pozycja | Źródło |
| --------- | ----------- | --------------------- | ----------------------- | ---------------- | ----------------------- | ---------------- | ------------ | ---------------- | ---------------- | ---------------- | ------- | ------ |
| Hiszpania | mężczyźni   | Wielka Brytania W 2:1 | Stany Zjednoczone R 1:1 | Argentyna P 1:2  | Południowa Afryka W 1:0 | Australia P1:3   | 3.Q          | Belgia P 0:2     | NQ               | NQ               | 7.      | [ 17 ] |

### Jeździectwo

#### Ujeżdżenie
| Zawodnik                                               | Koń               | Konkurencja   | Grand Prix | Grand Prix | Grand Prix Special | Grand Prix Special | Grand Prix Freestyle | Grand Prix Freestyle | Finał | Finał | Źródło |
| Zawodnik                                               | Koń               | Konkurencja   | Wynik      | Poz.       | Wynik              | Poz.               | Technicznie          | Artystycznie         | Wynik | Poz.  | Źródło |
| ------------------------------------------------------ | ----------------- | ------------- | ---------- | ---------- | ------------------ | ------------------ | -------------------- | -------------------- | ----- | ----- | ------ |
| Borja Carrascosa                                       | Frizzantino FRH   | Indywidualnie | 70.823     | 28         | —                  | —                  | NQ                   | NQ                   | NQ    | NQ    | [ 18 ] |
| Claudio Castilla                                       | Hi Rico Do Sobral | Indywidualnie | 69.829     | 36         | —                  | —                  | NQ                   | NQ                   | NQ    | NQ    | [ 18 ] |
| Juan Antonio Jiménez                                   | Euclides Mor      | Indywidualnie | 60.031     | 59         | —                  | —                  | NQ                   | NQ                   | NQ    | NQ    | [ 18 ] |
| Borja Carrascosa Claudio Castilla Juan Antonio Jiménez | jak wyżej         | Drużynowe     | 200.683    | 13         | NQ                 | NQ                 | —                    | —                    | NQ    | NQ    | [ 18 ] |

#### WKKW
| Zawodnik        | Koń             | Konkurencja   | Ujeżdżenie | Ujeżdżenie | Cross country | Cross country | Cross country | Skoki        | Skoki        | Skoki        | Skoki | Skoki | Skoki | Razem | Razem | Źródło |
| Zawodnik        | Koń             | Konkurencja   | Ujeżdżenie | Ujeżdżenie | Cross country | Cross country | Cross country | Kwalifikacje | Kwalifikacje | Kwalifikacje | Finał | Finał | Finał | Razem | Razem | Źródło |
| Zawodnik        | Koń             | Konkurencja   | Kary       | Poz.       | Kary          | Suma          | Poz.          | Kary         | Suma         | Poz.         | Kary  | Suma  | Poz.  | Kary  | Poz.  | Źródło |
| --------------- | --------------- | ------------- | ---------- | ---------- | ------------- | ------------- | ------------- | ------------ | ------------ | ------------ | ----- | ----- | ----- | ----- | ----- | ------ |
| Esteban Benítez | Utrera AA 35 1  | Indywidualnie | 39.90      | 58         | 29.00         | 68.90         | 50            | 29.20        | 98.10        | 49           | NQ    | NQ    | NQ    | 98.10 | 49    | [ 19 ] |
| Carlos Díaz     | Taraje CP 21.10 | Indywidualnie | 30.20      | 24         | 17.60         | 47.80         | 35            | DNS          | DNS          | DNS          | DNS   | DNS   | DNS   | DNS   | DNS   | [ 19 ] |

#### Skoki przez przeszkody
| Zawodnik                                                      | Konkurencja                        | Koń           | Kwalifikacje | Kwalifikacje | Kwalifikacje | Finał | Finał | Finał | Źródło |
| Zawodnik                                                      | Konkurencja                        | Koń           | Kary         | Czas         | Poz.         | Kary  | Czas  | Poz.  | Źródło |
| ------------------------------------------------------------- | ---------------------------------- | ------------- | ------------ | ------------ | ------------ | ----- | ----- | ----- | ------ |
| Eduardo Álvarez Aznar                                         | Rockfeller de Pleville Bois Margot | Indywidualnie | DNS          | DNS          | DNS          | DNS   | DNS   | DNS   | [ 20 ] |
| Sergio Álvarez Moya                                           | Puma HS                            | Indywidualnie | 13           | 79.75        | 60           | NQ    | NQ    | NQ    | [ 20 ] |
| Ismael García Roque                                           | Tirano                             | Indywidualnie | 4            | 76.97        | 39           | NQ    | NQ    | NQ    | [ 20 ] |
| Eduardo Álvarez Aznar Sergio Álvarez Moya Ismael García Roque | Jak wyżej                          | Drużynowo     | 21           | 231.90       | 11           | NQ    | NQ    | NQ    | [ 21 ] |

### Judo

#### Mężczyźni
| Zawodnik                | Konkurencja | 1/16 finału         | 1/8 finału          | Ćwierćfinał      | Półfinał         | Repasaże         | Finał / 3. miejsce    | Finał / 3. miejsce | Źródło |
| Zawodnik                | Konkurencja | Przeciwnik Wynik    | Przeciwnik Wynik    | Przeciwnik Wynik | Przeciwnik Wynik | Przeciwnik Wynik | Przeciwnik Wynik      | Pozycja            | Źródło |
| ----------------------- | ----------- | ------------------- | ------------------- | ---------------- | ---------------- | ---------------- | --------------------- | ------------------ | ------ |
| Francisco Garrigós      | −60 kg      | BYE                 | Verstraeten W 01–00 | Nagayama W 10–00 | Smetov P 00–10   | —                | Sardalashvili W 01–00 | brąz               | [ 22 ] |
| David García Torné      | −66 kg      | Kyrgyzbayev P 00–01 | NQ                  | NQ               | NQ               | NQ               | NQ                    | 17                 | [ 23 ] |
| Salvador Cases          | −73 kg      | Njie W 10–00        | Erdenebayar P 00–01 | NQ               | NQ               | NQ               | NQ                    | 9                  | [ 24 ] |
| Tristani Mosakhlishvili | −90 kg      | Ustopiriyon W 01–00 | Sherov W 10–00      | Macedo W 01-00   | Bekauri P 00-10  | —                | Tselidis P 00–01      | 5                  | [ 25 ] |
| Nikoloz Sherazadishvili | −100 kg     | BYE                 | Vég W 10–01         | Eich P 00–01     | —                | Wolf W 10–00     | Turoboyev P 00–10     | 5                  | [ 26 ] |

#### Kobiety
| Zawodnik        | Konkurencja | 1/16 finału        | 1/8 finału       | Ćwierćfinał          | Półfinał             | Repasaże         | Finał / 3. miejsce | Finał / 3. miejsce | Źródło |
| Zawodnik        | Konkurencja | Przeciwnik Wynik   | Przeciwnik Wynik | Przeciwnik Wynik     | Przeciwnik Wynik     | Przeciwnik Wynik | Przeciwnik Wynik   | Pozycja            | Źródło |
| --------------- | ----------- | ------------------ | ---------------- | -------------------- | -------------------- | ---------------- | ------------------ | ------------------ | ------ |
| Laura Martínez  | −48 kg      | Vargas W 01–00     | Nikolić W 10–00  | Abuzhakynova W 10–00 | Bavuudorjiin P 00–10 | —                | Boukli P 00–01     | 5                  | [ 27 ] |
| Ariane Toro     | −52 kg      | Sosorbaram P 00–10 | NQ               | NQ                   | NQ                   | NQ               | NQ                 | 17                 | [ 28 ] |
| Cristina Cabaña | −63 kg      | Quadros P 00–10    | NQ               | NQ                   | NQ                   | NQ               | NQ                 | 17                 | [ 29 ] |
| Ai Tsunoda      | −70 kg      | —                  | Pogačnik W 01–00 | Matić P 00–10        | —                    | Niizoe W 10–00   | Polleres P 00–10   | 5                  | [ 30 ] |

#### Zawody drużynowe
| Zawodnik | Konkurencja | 1/16 finału                              | 1/8 finału       | Ćwierćfinał      | Półfinał         | Repasaże         | Finał / 3. miejsce | Finał / 3. miejsce | Źródła |
| Zawodnik | Konkurencja | Przeciwnik Wynik                         | Przeciwnik Wynik | Przeciwnik Wynik | Przeciwnik Wynik | Przeciwnik Wynik | Przeciwnik Wynik   | Pozycja            | Źródła |
| --- | ----------- | ---------------------------------------- | ---------------- | ---------------- | ---------------- | ---------------- | ------------------ | ------------------ | ------ |
| Ariane Toro Cristina Cabaña Ai Tsunoda David García Torné Salvador Cases Tristani Mosakhlishvili Nikoloz Sherazadishvili | Drużynowe   | Olimpijska reprezentacja uchodźców W 4–0 | Japonia P 3–4    | NQ               | NQ               | NQ               | NQ                 | 9                  | [ 31 ] |

### Kajakarstwo

#### Kajakarstwo klasyczne

##### Mężczyźni
| Zawodnik                                                  | Konkurencja | Eliminacje | Eliminacje | Ćwierćfinały | Ćwierćfinały | Półfinały | Półfinały | Finały  | Finały  | Źródło |
| Zawodnik                                                  | Konkurencja | Czas       | Pozycja    | Czas         | Pozycja      | Czas      | Pozycja   | Czas    | Pozycja | Źródło |
| --------------------------------------------------------- | ----------- | ---------- | ---------- | ------------ | ------------ | --------- | --------- | ------- | ------- | ------ |
| Pablo Crespo                                              | C-1 1000 m  | 4:05.05    | 5 q        | 3:50.24      | 2 Q          | 4:03.04   | 8 FB      | 3:50.54 | 12      | [ 32 ] |
| Diego Domínguez Joan Antoni Moreno                        | C-2 500 m   | 1:37.78    | 2 Q        | BYE          | BYE          | 1:40.23   | 4 FA      | 1:41.18 | brąz    | [ 32 ] |
| Francisco Cubelos                                         | K-1 1000 m  | 3:28.40    | 3 q        | 3:33.74      | 2 Q          | 3:30.52   | 5 FB      | 3:28.10 | 11      | [ 32 ] |
| Adrián del Río                                            | K-1 1000 m  | 3:33.81    | 5 q        | 3:30.39      | 1 Q          | 3:31.07   | 6 FB      | 3:29.42 | 12      | [ 32 ] |
| Carlos Arévalo Rodrigo Germade                            | K-2 500 m   | 1:28.85    | 2 Q        | BYE          | BYE          | 1:28.49   | 5 FB      | 1:30.08 | 9       | [ 32 ] |
| Adrián del Río Marcus Walz                                | K-2 500 m   | 1:35.26    | 3 q        | 1:29.12      | 1 Q          | 1:27.24   | 2 FA      | 1:27.38 | 4       | [ 32 ] |
| Carlos Arévalo Saúl Craviotto Rodrigo Germade Marcus Walz | K-4 500 m   | 1:20.60    | 2 Q        | BYE          | BYE          | 1:19.98   | 3 FA      | 1:20.05 | brąz    | [ 32 ] |

##### Kobiety
| Zawodniczka                                                     | Konkurencja | Eliminacje | Eliminacje | Ćwierćfinały | Ćwierćfinały | Półfinały | Półfinały | Finały  | Finały  | Źródło |
| Zawodniczka                                                     | Konkurencja | Czas       | Pozycja    | Czas         | Pozycja      | Czas      | Pozycja   | Czas    | Pozycja | Źródło |
| --------------------------------------------------------------- | ----------- | ---------- | ---------- | ------------ | ------------ | --------- | --------- | ------- | ------- | ------ |
| María Corbera                                                   | C-1 200 m   | 47.74      | 2 Q        | BYE          | BYE          | 45.78     | 5 FB      | 45.45   | 9       | [ 32 ] |
| Antía Jácome                                                    | C-1 200 m   | 47.35      | 2 Q        | BYE          | BYE          | 45.62     | 3 FA      | 44.78   | 4       | [ 32 ] |
| María Corbera Antía Jácome                                      | C-2 500 m   | 1:55.63    | 2 Q        | BYE          | BYE          | 1:56.55   | 2 FA      | 1:56.65 | 6       | [ 32 ] |
| Estefanía Fernández                                             | K-1 500 m   | 1:54.74    | 6 q        | 1:51.24      | 2 Q          | 1:56.20   | 7         | NQ      | NQ      | [ 32 ] |
| Begoña Lazkano                                                  | K-1 500 m   | 1:55.54    | 4 q        | 1:53.83      | 4 Q          | 1:52.87   | 7         | NQ      | NQ      | [ 32 ] |
| Carolina García Sara Ouzande                                    | K-2 500 m   | 1:49.01    | 5 q        | 1:42.03      | 3 Q          | 1:40.23   | 6 FB      | DNF     | 16      | [ 32 ] |
| Estefanía Fernández Carolina García Sara Ouzande Teresa Portela | K-4 500 m   | 1:32.92    | 2 FA       | —            | —            | BYE       | BYE       | 1:34.51 | 6       | [ 32 ] |

#### Kajakarstwo górskie
| Zawodnik          | Konkurencja    | Eliminacje | Eliminacje | Eliminacje | Eliminacje | Eliminacje | Eliminacje | Półfinały | Półfinały | Finał  | Finał   | Źródło |
| Zawodnik          | Konkurencja    | P 1        | M.         | P 2        | M.         | Najlepszy  | M.         | Czas      | Miejsce   | Czas   | Miejsce | Źródło |
| ----------------- | -------------- | ---------- | ---------- | ---------- | ---------- | ---------- | ---------- | --------- | --------- | ------ | ------- | ------ |
| Miquel Travé      | Slalom C-1 (m) | 92.19      | 5          | 143.45     | 18         | 92.19      | 6 Q        | 96.69     | 2 Q       | 97.92  | 5       | [ 33 ] |
| Pau Echaniz       | Slalom K-1 (m) | 87.84      | 9          | 88.37      | 7          | 87.84      | 12 Q       | 96.11     | 12 Q      | 88.87  | brąz    | [ 33 ] |
| Miren Lazkano     | Slalom C-1 (k) | 109.49     | 10         | 113.60     | 15         | 109.49     | 15 Q       | 114.27    | 10 Q      | 116.97 | 10      | [ 33 ] |
| Maialen Chourraut | Slalom K-1 (k) | 101.06     | 17         | 96.33      | 11         | 96.33      | 13 Q       | 106.21    | 11 Q      | 157.67 | 12      | [ 33 ] |

| Zawodnik          | Konkurencja   | Kwalifikacje | Kwalifikacje | Runda 1 | Repasaże | Eliminacje | Ćwierćfinały | Półfinały | Finał   | Pozycja | Źródło |
| Zawodnik          | Konkurencja   | Czas         | Miejsce      | Miejsce | Miejsce  | Miejsce    | Miejsce      | Miejsce   | Miejsce | Pozycja | Źródło |
| ----------------- | ------------- | ------------ | ------------ | ------- | -------- | ---------- | ------------ | --------- | ------- | ------- | ------ |
| Manuel Ochoa      | Cross K-1 (m) | 68.66        | 10           | 1 Q     | BYE      | 1 Q        | 4            | NQ        | NQ      | 14      | [ 33 ] |
| Miquel Travé      | Cross K-1 (m) | 68.70        | 11           | 1 Q     | BYE      | 4          | NQ           | NQ        | NQ      | 25      | [ 33 ] |
| Maialen Chourraut | Cross K-1 (k) | 75.23        | 19           | 3 R     | 2 Q      | 2 Q        | 3            | NQ        | NQ      | 12      | [ 33 ] |
| Miren Lazkano     | Cross K-1 (k) | 74.77        | 15           | 1 Q     | BYE      | 3          | NQ           | NQ        | NQ      | 17      | [ 33 ] |

### Kolarstwo

#### Mężczyźni
| Zawodnik      | Konkurencja                    | Czas     | Pozycja | Źródło |
| ------------- | ------------------------------ | -------- | ------- | ------ |
| Alex Aranburu | Wyścig ze startu wspólnego (m) | 6:21:47  | 18      | [ 34 ] |
| Juan Ayuso    | Wyścig ze startu wspólnego (m) | 6:21:54  | 22      | [ 34 ] |
| Oier Lazkano  | Wyścig ze startu wspólnego (m) | 6:23:16  | 35      | [ 34 ] |
| Oier Lazkano  | Jazda indywidualna na czas (m) | 39:08.86 | 26      | [ 35 ] |

#### Kobiety
| Zawodniczka   | Konkurencja                    | Czas     | Pozycja | Źródło |
| ------------- | ------------------------------ | -------- | ------- | ------ |
| Mireia Benito | Jazda indywidualna na czas (k) | 43:48.10 | 22      | [ 36 ] |
| Mireia Benito | Wyścig ze startu wspólnego (k) | 4:10:20  | 63      | [ 37 ] |
| Mavi García   | Wyścig ze startu wspólnego (k) | 4:00:46  | 6       | [ 37 ] |

#### Kolarstwo torowe

##### Omnium
| Zawodnik      | Konkurencja | Scratch | Scratch | Wyścig tempowy | Wyścig tempowy | Wyścig eliminacyjny | Wyścig eliminacyjny | Wyścig punktowy | Suma punktów | Pozycja | Źródło |
| Zawodnik      | Konkurencja | Miejsce | Punkty  | Miejsce        | Punkty         | Miejsce             | Punkty              | Punkty          | Suma punktów | Pozycja | Źródło |
| ------------- | ----------- | ------- | ------- | -------------- | -------------- | ------------------- | ------------------- | --------------- | ------------ | ------- | ------ |
| Albert Torres | Mężczyźni   | 8       | 26      | 7              | 28             | 13                  | 16                  | 57              | 127          | 4       | [ 38 ] |

##### Madison
| Zawodnik                     | Konkurencja | Punkty | Okrążenia | Pozycja | Źródło |
| ---------------------------- | ----------- | ------ | --------- | ------- | ------ |
| Sebastián Mora Albert Torres | Mężczyźni   | 15     | –20       | 8       | [ 39 ] |

#### Kolarstwo górskie
| Zawodnik      | Konkurencja       | Czas    | Pozycja | Źródło |
| ------------- | ----------------- | ------- | ------- | ------ |
| Jofre Cullell | Cross-country (m) | 1:32:13 | 24      | [ 40 ] |
| David Valero  | Cross-country (m) | 1:28:49 | 10      | [ 40 ] |

### Koszykówka

#### Turniej kobiet
- Reprezentacja kobiet

| - Mariona Ortiz - Laura Gil - Alba Torrens - María Araújo - Queralt Casas - Leticia Romero |  | - Leonor Rodríguez - Maite Cazorla - Andrea Vilaró - Megan Gustafson - Paula Ginzo - María Conde |

| Drużyna   | Konkurencja    | Faza grupowa     | Faza grupowa      | Faza grupowa     | Faza grupowa | Ćwierćfinały     | Półfinały        | Finał            | Pozycja | Źródło |
| Drużyna   | Konkurencja    | Przeciwnik Wynik | Przeciwnik Wynik  | Przeciwnik Wynik | Pozycja      | Przeciwnik Wynik | Przeciwnik Wynik | Przeciwnik Wynik | Pozycja | Źródło |
| --------- | -------------- | ---------------- | ----------------- | ---------------- | ------------ | ---------------- | ---------------- | ---------------- | ------- | ------ |
| Hiszpania | Turniej kobiet | Chiny W 90–89    | Portoryko W 63-62 | Serbia W 70-62   | 1 Q          | Belgia P 66-79   | NQ               | NQ               | 5       | [ 41 ] |

#### Turniej mężczyzn
- Reprezentacja mężczyzn

| - Lorenzo Brown - Jaime Pradilla - Rudy Fernández - Xabier López-Arostegui - Santi Aldama - Darío Brizuela |  | - Alberto Díaz - Juancho Hernangómez - Willy Hernangómez - Usman Garuba - Álex Abrines - Sergio Llull |

| Drużyna   | Konkurencja      | Faza grupowa      | Faza grupowa     | Faza grupowa     | Faza grupowa | Ćwierćfinały     | Półfinały        | Finał            | Pozycja | Źródło |
| Drużyna   | Konkurencja      | Przeciwnik Wynik  | Przeciwnik Wynik | Przeciwnik Wynik | Pozycja      | Przeciwnik Wynik | Przeciwnik Wynik | Przeciwnik Wynik | Pozycja | Źródło |
| --------- | ---------------- | ----------------- | ---------------- | ---------------- | ------------ | ---------------- | ---------------- | ---------------- | ------- | ------ |
| Hiszpania | turniej mężczyzn | Australia P 80–92 | Grecja W 84-77   | Kanada P 85-88   | 4            | NQ               | NQ               | NQ               | 10      | [ 42 ] |

### Koszykówka 3×3

#### Turniej kobiet
- Gracia Alonso de Armiño
- Juana Camilión
- Vega Gimeno
- Sandra Ygueravide

| Drużyna   | Konkurencja    | Faza grupowa        | Faza grupowa     | Faza grupowa     | Faza grupowa              | Faza grupowa      | Faza grupowa     | Faza grupowa     | Faza grupowa | Ćwierćfinały     | Półfinały                 | Finał            | Pozycja | Źródło |
| Drużyna   | Konkurencja    | Przeciwnik Wynik    | Przeciwnik Wynik | Przeciwnik Wynik | Przeciwnik Wynik          | Przeciwnik Wynik  | Przeciwnik Wynik | Przeciwnik Wynik | Pozycja      | Przeciwnik Wynik | Przeciwnik Wynik          | Przeciwnik Wynik | Pozycja | Źródło |
| --------- | -------------- | ------------------- | ---------------- | ---------------- | ------------------------- | ----------------- | ---------------- | ---------------- | ------------ | ---------------- | ------------------------- | ---------------- | ------- | ------ |
| Hiszpania | Turniej kobiet | Azerbejdżan W 18-16 | Francja W 17-12  | Chiny L 11-14    | Stany Zjednoczone L 11-17 | Australia W 21-17 | Kanada W 22-20   | Niemcy L 15-18   | 2 Q          | BYE              | Stany Zjednoczone W 18-16 | Niemcy L 16-17   | srebro  | [ 43 ] |

### Lekkoatletyka

#### Konkurencje biegowe

##### mężczyżni
| Zawodnik                                                    | Konkurencja            | Eliminacje | Eliminacje | Repasaże | Repasaże | Półfinał | Półfinał | Finał    | Finał   | Źródło |
| Zawodnik                                                    | Konkurencja            | Wynik      | Miejsce    | Wynik    | Miejsce  | Wynik    | Miejsce  | Wynik    | Miejsce | Źródło |
| ----------------------------------------------------------- | ---------------------- | ---------- | ---------- | -------- | -------- | -------- | -------- | -------- | ------- | ------ |
| Mohamed Attaoui                                             | 800 m                  | 1:44.81    | 1 Q        | BYE      | BYE      | 1:43.69  | 4 q      | 1:42.08  | 5       | [ 44 ] |
| Adrián Ben                                                  | 800 m                  | 1:45.03    | 4 R        | 1:45.37  | 2        | NQ       | NQ       | NQ       | NQ      | [ 44 ] |
| Josué Canales                                               | 800 m                  | 1:46.48    | 5 R        | 1:44.65  | 4        | NQ       | NQ       | NQ       | NQ      | [ 44 ] |
| Ignacio Fontes                                              | 1500 m                 | 3:37.50    | 7 R        | 3:35.04  | 8        | NQ       | NQ       | NQ       | NQ      | [ 45 ] |
| Mario García Romo                                           | 1500 m                 | 3:37.90    | 10 R       | 3:37.01  | 11       | NQ       | NQ       | NQ       | NQ      | [ 45 ] |
| Adel Mechaal                                                | 1500 m                 | 3:35.81    | 9 R        | 3:42.79  | 14       | NQ       | NQ       | NQ       | NQ      | [ 45 ] |
| Adel Mechaal                                                | 5000 m                 | DNS        | DNS        | —        | —        | —        | —        | NQ       | NQ      | [ 46 ] |
| Thierry Ndikumwenayo                                        | 5000 m                 | DNF qR     | DNF qR     | —        | —        | —        | —        | 13:24.07 | 15      | [ 46 ] |
| Thierry Ndikumwenayo                                        | 10000 m                | —          | —          | —        | —        | —        | —        | 26:49.49 | 9       | [ 47 ] |
| Abdessamad Oukhelfen                                        | 10000 m                | —          | —          | —        | —        | —        | —        | 28:21.90 | 23      | [ 47 ] |
| Enrique Llopis                                              | 110 m przez płotki (m) | 13.28      | 2 Q        | BYE      | BYE      | 13.17    | 2 Q      | 13.20    | 4       | [ 48 ] |
| Asier Martínez                                              | 110 m przez płotki (m) | 13.47      | 4 R        | 13.46    | 2 Q      | 13.35    | 5        | NQ       | NQ      | [ 48 ] |
| Daniel Arce                                                 | 3000 m z przeszkodami  | 8:18.31    | 4 Q        | —        | —        | —        | —        | 8:13.80  | 10      | [ 49 ] |
| Julio Arenas Iñaki Cañal David García Zurita Óscar Husillos | Sztafeta 4 × 400 m     | 3:01.60    | 6          | —        | —        | —        | —        | NQ       | NQ      | [ 50 ] |
| Ibrahim Chakir                                              | maraton                | —          | —          | —        | —        | —        | —        | 2:11:44  | 34      | [ 51 ] |
| Tariku Novales                                              | maraton                | —          | —          | —        | —        | —        | —        | 2:25:50  | 68      | [ 51 ] |
| Yago Rojo                                                   | maraton                | —          | —          | —        | —        | —        | —        | 2:12:43  | 41      | [ 51 ] |
| Diego García                                                | chód na 20 km          | —          | —          | —        | —        | —        | —        | 1:23:10  | 33      | [ 52 ] |
| Álvaro Martín                                               | chód na 20 km          | —          | —          | —        | —        | —        | —        | 1:19:11  | brąz    | [ 52 ] |
| Paul McGrath                                                | chód na 20 km          | —          | —          | —        | —        | —        | —        | 1:20:32  | 17      | [ 52 ] |

##### Kobiety
| Zawodniczka                                                      | Konkurencja            | Eliminacje | Eliminacje | Repasaże | Repasaże | Półfinał | Półfinał | Finał   | Finał   | Źródło |
| Zawodniczka                                                      | Konkurencja            | Wynik      | Miejsce    | Wynik    | Miejsce  | Wynik    | Miejsce  | Wynik   | Miejsce | Źródło |
| ---------------------------------------------------------------- | ---------------------- | ---------- | ---------- | -------- | -------- | -------- | -------- | ------- | ------- | ------ |
| Jaël Bestué                                                      | 200 m                  | 23.17      | 4 R        | 23.22    | 2        | NQ       | NQ       | NQ      | NQ      | [ 53 ] |
| Lorea Ibarzábal                                                  | 800 m                  | 2:00.71    | 6 R        | 1:59.81  | 3        | NQ       | NQ       | NQ      | NQ      | [ 54 ] |
| Lorena Martín                                                    | 800 m                  | 2:02.52    | 7 R        | 2:03.04  | 7        | NQ       | NQ       | NQ      | NQ      | [ 54 ] |
| Esther Guerrero                                                  | 1500 m                 | 4:06.60    | 10 R       | 4:03.15  | 3 Q      | 4:01.94  | 7        | NQ      | NQ      | [ 55 ] |
| Águeda Marqués                                                   | 1500 m                 | 4:01.60    | 9 R        | 4:07.05  | 3 Q      | 4:01.90  | 6 Q      | 4:00.31 | 11      | [ 55 ] |
| Marta Pérez                                                      | 1500 m                 | 4:04.94    | 6 Q        | BYE      | BYE      | 3:57.75  | 8        | NQ      | NQ      | [ 55 ] |
| Marta García Alonso                                              | 5000 m                 | 15:08.87   | 10         | —        | —        | —        | —        | NQ      | NQ      | [ 56 ] |
| Carolina Robles                                                  | 3000 m z przeszkodami  | 9:22.48    | 7          | —        | —        | —        | —        | NQ      | NQ      | [ 57 ] |
| Irene Sánchez-Escribano                                          | 3000 m z przeszkodami  | 9:17.39    | 5 Q        | —        | —        | —        | —        | 9:10.43 | 11      | [ 57 ] |
| Jaël Bestué Sonia Molina-Prados María Isabel Pérez Paula Sevilla | Sztafeta 4 × 100 m (k) | 42.77      | 7          | —        | —        | —        | —        | NQ      | NQ      | [ 58 ] |
| Carmen Avilés Blanca Hervás Eva Santidrián Berta Segura          | Sztafeta 4 × 400 m (k) | 3:28.29    | 5          | —        | —        | —        | —        | NQ      | NQ      | [ 59 ] |
| Majida Maayouf                                                   | maraton                | —          | —          | —        | —        | —        | —        | 2:28.35 | 17      | [ 60 ] |
| Ester Navarrete                                                  | maraton                | —          | —          | —        | —        | —        | —        | 2:32:07 | 42      | [ 60 ] |
| Meritxell Soler                                                  | maraton                | —          | —          | —        | —        | —        | —        | 2:29:56 | 25      | [ 60 ] |
| Laura García-Caro                                                | chód na 20 km          | —          | —          | —        | —        | —        | —        | 1:28:12 | 7       | [ 61 ] |
| Cristina Montesinos                                              | chód na 20 km          | —          | —          | —        | —        | —        | —        | 1:29:11 | 10      | [ 61 ] |
| María Pérez                                                      | chód na 20 km          | —          | —          | —        | —        | —        | —        | 1:26:19 | srebro  | [ 61 ] |

##### Mieszane
| Zawodnicy                              | Konkurencja                              | Finał   | Finał   | Źródło |
| Zawodnicy                              | Konkurencja                              | Czas    | Miejsce | Źródło |
| -------------------------------------- | ---------------------------------------- | ------- | ------- | ------ |
| Miguel Ángel López Cristina Montesinos | Sztafeta w chodzie na dystansie maratonu | 2:56.10 | 9       | [ 62 ] |
| Álvaro Martín María Pérez              | Sztafeta w chodzie na dystansie maratonu | 2:50:31 | złoto   | [ 62 ] |

#### Konkurencje techniczne

##### Mężczyżni
| Zawodnik    | Konkurencja | Kwalifikacje | Kwalifikacje | Finał | Finał   | Źródło |
| Zawodnik    | Konkurencja | Wynik        | Miejsce      | Wynik | Miejsce | Źródło |
| ----------- | ----------- | ------------ | ------------ | ----- | ------- | ------ |
| Jordan Díaz | Trójskok    | 17.24        | 2 Q          | 17.86 | złoto   | [ 63 ] |

##### Kobiety
| Zawodnik               | Konkurencja    | Kwalifikacje | Kwalifikacje | Finał | Finał   | Źródło |
| Zawodnik               | Konkurencja    | Wynik        | Miejsce      | Wynik | Miejsce | Źródło |
| ---------------------- | -------------- | ------------ | ------------ | ----- | ------- | ------ |
| Fátima Diame           | skok w dal     | 6.52         | 15           | NQ    | NQ      | [ 64 ] |
| Tessy Ebosele          | skok w dal     | 6.09         | 30           | NQ    | NQ      | [ 64 ] |
| Ana Peleteiro-Compaoré | trójskok       | 14.36        | 5 Q          | 14.59 | 6       | [ 65 ] |
| María Belén Toimil     | pchnięcie kulą | 16.83        | 25           | NQ    | NQ      | [ 66 ] |
| Yulenmis Aguilar       | rzut oszczepem | 61.95        | 9 q          | 62.78 | 6       | [ 67 ] |

#### Wieloboje

##### Dziesięciobój
| Zawodnik    | Konkurencja | 100 m | LJ   | SP    | HJ   | 400 m      | 110H  | DT    | PV | JT    | 1500 m  | Razem | Pozycja | Źródło |
| ----------- | ----------- | ----- | ---- | ----- | ---- | ---------- | ----- | ----- | -- | ----- | ------- | ----- | ------- | ------ |
| Jorge Ureña | Wynik       | 10.87 | 7.05 | 13.77 | 1.96 | 48.08 (SB) | 14.29 | 40.92 | NM | 57.93 | 4:42.18 | 7096  | 20      | [ 68 ] |
| Jorge Ureña | Punky       | 890   | 826  | 714   | 767  | 905        | 937   | 683   | 0  | 707   | 667     | 7096  | 20      | [ 68 ] |

### Łucznictwo
| Zawodnik                | Konkurencja             | Runda rankingowa | Runda rankingowa | 1/32 finału      | 1/16 finału      | 1/8 finału                     | Ćwierćfinały     | Półfinały        | Finał            | Finał   | Źródło |
| Zawodnik                | Konkurencja             | Wynik            | Miejsce          | Przeciwnik Wynik | Przeciwnik Wynik | Przeciwnik Wynik               | Przeciwnik Wynik | Przeciwnik Wynik | Przeciwnik Wynik | Pozycja | Źródło |
| ----------------------- | ----------------------- | ---------------- | ---------------- | ---------------- | ---------------- | ------------------------------ | ---------------- | ---------------- | ---------------- | ------- | ------ |
| Pablo Acha              | mężczyźni indywidualnie | 662              | 33               | Lin Z-s P 2–6    | NQ               | NQ                             | NQ               | NQ               | NQ               | NQ      | [ 69 ] |
| Elia Canales            | kobiety indywidualnie   | 662              | 16               | Havers L 0–6     | NQ               | NQ                             | NQ               | NQ               | NQ               | NQ      | [ 70 ] |
| Pablo Acha Elia Canales | Turniej miksta          | 1324             | 13 Q             | —                | —                | Chińska Republika Ludowa W 6–2 | Indie L 3–5      | NQ               | NQ               | NQ      | [ 71 ] |

### Pięciobój nowoczesny
| Zawodnik      | Konkurencja | Szermierka      | Szermierka | Szermierka | Szermierka | Pływanie | Pływanie | Pływanie | Jazda konna | Jazda konna | Jazda konna | Kombinacja: strzelanie/bieg przełajowy | Kombinacja: strzelanie/bieg przełajowy | Kombinacja: strzelanie/bieg przełajowy | Suma punktów | Pozycja | Źródło |
| Zawodnik      | Konkurencja | Wynik (wygrane) | Bonus      | M.         | Punkty     | Czas     | M.       | Punkty   | Kary        | M.          | Punkty      | Czas                                   | M.                                     | Punkty                                 | Suma punktów | Pozycja | Źródło |
| ------------- | ----------- | --------------- | ---------- | ---------- | ---------- | -------- | -------- | -------- | ----------- | ----------- | ----------- | -------------------------------------- | -------------------------------------- | -------------------------------------- | ------------ | ------- | ------ |
| Laura Heredia | kobiety     | 17-18           | 2          | 10         | 212        | 2:24.14  | 16       | 262      | EL          | 17          | 0           | 10:50.73                               | 2                                      | 650                                    | 1124         | 17      | [ 72 ] |

### Piłka nożna

#### Turniej mężczyzn
- Reprezentacja mężczyzn

| - Arnau Tenas - Marc Pubill - Juan Miranda - Eric García - Pau Cubarsí - Pablo Barrios - Diego López - Beñat Turrientes - Abel Ruiz - Álex Baena - Fermín López |  | - Jon Pacheco - Joan García - Aimar Oroz - Miguel Gutiérrez - Adrián Bernabé - Sergio Gómez - Samu Omorodion - Cristhian Mosquera - Juanlu Sánchez - Sergio Camello - Alejandro Iturbe |

| Drużyna   | Konkurencja      | Faza grupowa     | Faza grupowa     | Faza grupowa     | Faza grupowa | Ćwierćfinały     | Półfinały        | Finał            | Pozycja | Źródło |
| Drużyna   | Konkurencja      | Przeciwnik Wynik | Przeciwnik Wynik | Przeciwnik Wynik | Pozycja      | Przeciwnik Wynik | Przeciwnik Wynik | Przeciwnik Wynik | Pozycja | Źródło |
| --------- | ---------------- | ---------------- | ---------------- | ---------------- | ------------ | ---------------- | ---------------- | ---------------- | ------- | ------ |
| Hiszpania | turniej mężczyzn | Uzbekistan W 2–1 | Dominikana W 3–1 | Egipt P 1–2      | 2 Q          | Japonia W 3–0    | Maroko W 2–1     | Francja W 5–3    | złoto   | [ 73 ] |

#### Turniej kobiet
- Reprezentacja kobiet

| - Misa Rodríguez - Ona Batlle - Teresa Abelleira - Irene Paredes - Oihane Hernández - Aitana Bonmatí - Athenea del Castillo - Mariona Caldentey - Salma Paralluelo - Jenni Hermoso - Alexia Putellas |  | - Patricia Guijarro - Cata Coll - Laia Aleixandri - Eva Navarro - Laia Codina - Lucía García - Olga Carmona - Vicky López - María Méndez - Alba Redondo - Elene Lete |

| Drużyna   | Konkurencja    | Faza grupowa     | Faza grupowa     | Faza grupowa     | Faza grupowa | Ćwierćfinały             | Półfinały        | mecz o 3. miejsce | Pozycja | Źródło |
| Drużyna   | Konkurencja    | Przeciwnik Wynik | Przeciwnik Wynik | Przeciwnik Wynik | Pozycja      | Przeciwnik Wynik         | Przeciwnik Wynik | Przeciwnik Wynik  | Pozycja | Źródło |
| --------- | -------------- | ---------------- | ---------------- | ---------------- | ------------ | ------------------------ | ---------------- | ----------------- | ------- | ------ |
| Hiszpania | turniej kobiet | Japonia W 2–1    | Nigeria W 1–0    | Brazylia W 2–0   | 1 Q          | Kolumbia W 2–2 dog (4-2) | Brazylia P 2–4   | Niemcy P 0–1      | 4       | [ 74 ] |

### Piłka ręczna

#### Turniej kobiet
- Reprezentacja kobiet

| - Nicole Wiggins - Marta López - Carmen Campos - Silvia Arderíus - Maitane Etxeberria - Mercedes Castellanos - Jennifer Gutiérrez - Lara González Ortega |  | - Paula Arcos - Lysa Tchaptchet - Kaba Gassama - Alicia Fernández - María Prieto O’Mullony - Alexandrina Cabral - Mireya González |

| Drużyna   | Konkurencja    | Faza grupowa     | Faza grupowa     | Faza grupowa     | Faza grupowa     | Faza grupowa     | Faza grupowa | Ćwierćfinały     | Półfinały        | Finał mecz o 3. miejsce | Pozycja | Źródło |
| Drużyna   | Konkurencja    | Przeciwnik Wynik | Przeciwnik Wynik | Przeciwnik Wynik | Przeciwnik Wynik | Przeciwnik Wynik | Pozycja      | Przeciwnik Wynik | Przeciwnik Wynik | Przeciwnik Wynik        | Pozycja | Źródło |
| --------- | -------------- | ---------------- | ---------------- | ---------------- | ---------------- | ---------------- | ------------ | ---------------- | ---------------- | ----------------------- | ------- | ------ |
| Hiszpania | turniej kobiet | Brazylia P 18–29 | Angola P 21–26   | Holandia P 24–29 | Węgry P 24-27    | Francja P 24-32  | 6            | NQ               | NQ               | NQ                      | 12      | [ 75 ] |

#### Turniej mężczyzn
- Reprezentacja mężczyzn

| - Gonzalo Pérez de Vargas - Jorge Maqueda - Alex Dujshebaev - Rodrigo Corrales - Adrià Figueras - Imanol Garciandia - Abel Serdio - Agustín Casado |  | - Aleix Gómez - Ian Tarrafeta - Miguel Sánchez-Migallón - Daniel Dujshebaev - Kauldi Odriozola - Daniel Fernández - Javier Rodríguez Moreno |

| Drużyna   | Konkurencja      | Faza grupowa     | Faza grupowa     | Faza grupowa     | Faza grupowa     | Faza grupowa      | Faza grupowa | Ćwierćfinały     | Półfinały        | Mecz o 3. miejsce | Pozycja | Źródło |
| Drużyna   | Konkurencja      | Przeciwnik Wynik | Przeciwnik Wynik | Przeciwnik Wynik | Przeciwnik Wynik | Przeciwnik Wynik  | Pozycja      | Przeciwnik Wynik | Przeciwnik Wynik | Przeciwnik Wynik  | Pozycja | Źródło |
| --------- | ---------------- | ---------------- | ---------------- | ---------------- | ---------------- | ----------------- | ------------ | ---------------- | ---------------- | ----------------- | ------- | ------ |
| Hiszpania | turniej mężczyzn | Słowenia W 25–22 | Szwecja P 26–29  | Japonia W 37–33  | Niemcy P 31-33   | Chorwacja W 32–31 | 3 Q          | Egipt W 29-28    | Niemcy P 24-25   | Słowenia W 23–22  | brąz    | [ 76 ] |

### Piłka wodna

#### Turniej kobiet
- Reprezentacja kobiet

| - Laura Ester - Isabel Piralkova - Anna Espar - Beatriz Ortiz - Nona Pérez - Paula Crespí - Elena Ruiz |  | - Pili Peña - Judith Forca - Paula Camus - Maica García Godoy - Paula Leitón - Martina Terré |

| Drużyna   | Konkurencja    | Faza grupowa     | Faza grupowa              | Faza grupowa     | Faza grupowa     | Faza grupowa | Ćwierćfinały     | Półfinały                 | Finał            | Pozycja | Źródło |
| Drużyna   | Konkurencja    | Przeciwnik Wynik | Przeciwnik Wynik          | Przeciwnik Wynik | Przeciwnik Wynik | Pozycja      | Przeciwnik Wynik | Przeciwnik Wynik          | Przeciwnik Wynik | Pozycja | Źródło |
| --------- | -------------- | ---------------- | ------------------------- | ---------------- | ---------------- | ------------ | ---------------- | ------------------------- | ---------------- | ------- | ------ |
| Hiszpania | turniej kobiet | Francja W 15–6   | Stany Zjednoczone W 13–11 | Grecja W 10-8    | Włochy W 13-11   | 1 Q          | Kanada W 18-8    | Holandia W 5–4P FT: 14–14 | Australia W 11–9 | złoto   | [ 77 ] |

#### Turniej mężczyzn
- Reprezentacja mężczyzn

| - Unai Aguirre - Alberto Munárriz - Álvaro Granados - Bernat Sanahuja - Miguel de Toro - Marc Larumbe - Martin Famera |  | - Sergi Cabanas - Roger Tahull - Felipe Perrone - Unai Biel - Alejandro Bustos - Eduardo Lorrio |

| Drużyna | Konkurencja      | Faza grupowa     | Faza grupowa     | Faza grupowa     | Faza grupowa     | Faza grupowa     | Faza grupowa | Ćwierćfinały     | Miejsca 5-8           | o 5. miejsce           | Pozycja | Źródło |
| Drużyna | Konkurencja      | Przeciwnik Wynik | Przeciwnik Wynik | Przeciwnik Wynik | Przeciwnik Wynik | Przeciwnik Wynik | Pozycja      | Przeciwnik Wynik | Przeciwnik Wynik      | Przeciwnik Wynik       | Pozycja | Źródło |
| ------- | ---------------- | ---------------- | ---------------- | ---------------- | ---------------- | ---------------- | ------------ | ---------------- | --------------------- | ---------------------- | ------- | ------ |
|         | turniej mężczyzn | Australia W 9–5  | Węgry W 10–7     | Serbia W 15-11   | Japonia W 23-8   | Francja W 10-8   | 1 Q          | Chorwacja P 8-10 | Włochy W 11-9 (5°-8°) | Grecja P 13-15 (5°-6°) | 6       | [ 78 ] |

### Pływanie

#### Mężczyźni
| Zawodnik                                                | Konkurencja                | Eliminacje | Eliminacje | Półfinał | Półfinał | Finał   | Finał | Źródło |
| Zawodnik                                                | Konkurencja                | Czas       | Poz.       | Czas     | Poz.     | Czas    | Poz.  | Źródło |
| ------------------------------------------------------- | -------------------------- | ---------- | ---------- | -------- | -------- | ------- | ----- | ------ |
| Sergio de Celis                                         | 100 m st. dowolnym (m)     | 48.49      | 19         | NQ       | NQ       | NQ      | NQ    | [ 79 ] |
| Carlos Garach                                           | 800 m st. dowolnym (m)     | 7:50.07    | 18         | NQ       | NQ       | NQ      | NQ    | [ 80 ] |
| Carlos Garach                                           | 1500 m st. dowolnym (m)    | 15:20.84   | 22         | —        | —        | NQ      | NQ    | [ 81 ] |
| Carlos Garach                                           | 10 km otwarty akwen        | —          | —          | —        | —        | DNF     | DNF   | [ 82 ] |
| Hugo González                                           | 100 m st. grzbietowym (m)  | 53.68      | 14 Q       | 52.95    | 8 Q      | 52.73   | 6     | [ 83 ] |
| Hugo González                                           | 200 m st. grzbietowym (m)  | 1:57.08    | 6 Q        | 1:56.52  | 8 Q      | 1:55.47 | 6     | [ 84 ] |
| Hugo González                                           | 200 m st. zmiennym (m)     | DNS        | DNS        | NQ       | NQ       | NQ      | NQ    | [ 85 ] |
| Mario Mollà                                             | 100 m m st. motylkowym (m) | 52.27      | 25         | NQ       | NQ       | NQ      | NQ    | [ 86 ] |
| Arbidel González                                        | 200 m st. motylkowym (m)   | 1:55.86    | 14 Q       | 1:56.26  | 16       | NQ      | NQ    | [ 87 ] |
| César Castro Sergio de Celis Luís Domínguez Mario Mollà | 4 × 100 m st.dowolnym (m)  | 3:13.19    | 9          | —        | —        | NQ      | NQ    | [ 88 ] |
| César Castro Luís Domínguez Carlos Garach Ferran Julià  | 4 × 200 m st.dowolnym (m)  | 7:11.62    | 13         | —        | —        | NQ      | NQ    | [ 89 ] |
| Sergio de Celis Carles Coll Hugo González Mario Mollà   | 4 × 100 m st.zmiennym (m)  | DSQ        | DSQ        | —        | —        | NQ      | NQ    | [ 90 ] |

#### Kobiety
| Zawodnik                                              | Konkurencja                | Eliminacje | Eliminacje | Półfinał | Półfinał | Finał     | Finał | Źródło  |
| Zawodnik                                              | Konkurencja                | Czas       | Poz.       | Czas     | Poz.     | Czas      | Poz.  | Źródło  |
| ----------------------------------------------------- | -------------------------- | ---------- | ---------- | -------- | -------- | --------- | ----- | ------- |
| Carmen Weiler                                         | 100 m st. grzbietowym (k)  | 59.57      | 8 Q        | 59.72    | 9        | NQ        | NQ    | [ 91 ]  |
| Carmen Weiler                                         | 200 m st. grzbietowym (k)  | 2:10.09    | 12 Q       | 2:09.99  | 13       | NQ        | NQ    | [ 92 ]  |
| África Zamorano                                       | 200 m st. grzbietowym (k)  | 2:10.40    | 15 Q       | 2:10.63  | 14       | NQ        | NQ    | [ 92 ]  |
| Jessica Vall                                          | 100 m st. grzbietowym (k)  | 1:08.78    | 27         | NQ       | NQ       | NQ        | NQ    | [ 93 ]  |
| Jessica Vall                                          | 200 m st. grzbietowym (k)  | 2:24.52    | 9 Q        | 2:26.22  | 16       | NQ        | NQ    | [ 94 ]  |
| Laura Cabanes                                         | 100 m st. motylkowym (k)   | 59.40      | 25         | NQ       | NQ       | NQ        | NQ    | [ 95 ]  |
| Laura Cabanes                                         | 200 m st. motylkowym (k)   | 2:10.82    | 16 Q       | 2:10.60  | 16       | NQ        | NQ    | [ 96 ]  |
| Emma Carrasco                                         | 200 m st. zmiennym (k)     | 2:11.54    | 12 Q       | 2:12.25  | 15       | NQ        | NQ    | [ 97 ]  |
| Emma Carrasco                                         | 400 m st. zmiennym (k)     | 4:43.13    | 12         | NQ       | NQ       | NQ        | NQ    | [ 98 ]  |
| María de Valdés                                       | 10 km otwarty akwen        | —          | —          | —        | —        | 2:07:02.4 | 17    | [ 99 ]  |
| Ángela Martínez                                       | 10 km otwarty akwen        | —          | —          | —        | —        | 2:06:15.3 | 10    | [ 99 ]  |
| Ainhoa Campabadal María Daza Alba Herrero Paula Juste | 4 × 200 m st. dowolnym (k) | 8:00.23    | 15         | —        | —        | NQ        | NQ    | [ 100 ] |

### Pływanie synchroniczne
| Zawodnicy | Konkurencja | Runda techniczna | Runda techniczna | Runda dowolna | Runda dowolna | Układ akrobatyczny | Układ akrobatyczny | Razem    | Miejsce | Źródło  |
| Zawodnicy | Konkurencja | Punkty           | Poz.             | Punkty        | Poz.          | Punkty             | Poz.               | Razem    | Miejsce | Źródło  |
| --- | ----------- | ---------------- | ---------------- | ------------- | ------------- | ------------------ | ------------------ | -------- | ------- | ------- |
| Alisa Ozhogina Iris Tió | Duety       | 254.0816         | 7                | 267.4021      | 8             | —                  | —                  | 521.4837 | 7       | [ 101 ] |
| Meritxell Ferré Marina García Polo Lilou Lluís Valette Meritxell Mas Alisa Ozhogina Paula Ramírez Iris Tió Blanca Toledano | Drużyny     | 287.1475         | 2                | 346.4644      | 4             | 267.1200           | 4                  | 900.7319 | brąz    | [ 102 ] |

### Siatkówka

#### Siatkówka plażowa
| Zawodnik                      | Konkurencja | Faza grupowa                                | Faza grupowa                               | Faza grupowa                            | Pozycja | 1/8                                   | Ćwierćfinały                       | Półfinały        | Finał            | Finał   | Źródło  |
| Zawodnik                      | Konkurencja | Przeciwnik Wynik                            | Przeciwnik Wynik                           | Przeciwnik Wynik                        | Pozycja | Przeciwnik Wynik                      | Przeciwnik Wynik                   | Przeciwnik Wynik | Przeciwnik Wynik | Pozycja | Źródło  |
| ----------------------------- | ----------- | ------------------------------------------- | ------------------------------------------ | --------------------------------------- | ------- | ------------------------------------- | ---------------------------------- | ---------------- | ---------------- | ------- | ------- |
| Adrián Gavira Pablo Herrera   | Mężczyźni   | Boermans / De Groot P (15-21, 15-21)        | Krou / Gauthier-Rat W (23-21, 21-23, 15-8) | Evans / Budinger W (21-18, 21-11)       | 2 Q     | Bryl / Łosiak W (23-21, 21-18)        | Mol / Sørum P (16-21, 17-21)       | NQ               | NQ               | 5       | [ 103 ] |
| Daniela Álvarez Tania Moreno  | Kobiety     | Hüberli / Brunner P (12-21, 19-21)          | Placette / Richard W (21-12, 21-15)        | Ludwig / Lippmann W (21-16, 21-19)      | 2 Q     | Stam / Schoon W (18–21, 21–19, 15-13) | Melissa / Brandie P (18-21, 18-21) | NQ               | NQ               | 5       | [ 104 ] |
| Liliana Fernández Paula Soria | Kobiety     | Gottardi / Menegatti W (24-22, 9-21, 16–14) | Ana Patricia / Duda P (12-21, 13-21)       | Abdelhady / Elghobashy W (21-18, 21-14) | 2 Q     | Hüberli / Brunner P (21-23, 16-21)    | NQ                                 | NQ               | NQ               | 9       | [ 104 ] |

### Skateboarding

#### Mężczyźni
| Zawodnik           | Konkurencja | Kwalifikacje | Kwalifikacje | Finał  | Finał | Źródło  |
| Zawodnik           | Konkurencja | Punkty       | Poz.         | Punkty | Poz.  | Źródło  |
| ------------------ | ----------- | ------------ | ------------ | ------ | ----- | ------- |
| Alain Kortabitarte | Park(m)     | 75.46        | 19           | NQ     | NQ    | [ 105 ] |
| Danny León         | Park(m)     | 56.25        | 20           | NQ     | NQ    | [ 105 ] |

#### Kobiety
| Zawodnik        | Konkurencja | Kwalifikacje | Kwalifikacje | Finał  | Finał | Źródło  |
| Zawodnik        | Konkurencja | Punkty       | Poz.         | Punkty | Poz.  | Źródło  |
| --------------- | ----------- | ------------ | ------------ | ------ | ----- | ------- |
| Julia Benedetti | Park (k)    | 70.27        | 17           | NQ     | NQ    | [ 106 ] |
| Naia Laso       | Park (k)    | 82.49        | 7 Q          | 86.28  | 7     | [ 106 ] |
| Natalia Muñoz   | Street (k)  | 214.70       | 14           | NQ     | NQ    | [ 107 ] |
| Daniela Terol   | Street (k)  | 220.38       | 13           | NQ     | NQ    | [ 107 ] |

### Skoki do wody
| Zawodnicy                    | Konkurencja                       | Preliminacje | Preliminacje | Półfinał | Półfinał | Finał  | Finał   | Źródło  |
| Zawodnicy                    | Konkurencja                       | Punkty       | Miejsce      | Punkty   | Miejsce  | Punkty | Miejsce | Źródło  |
| ---------------------------- | --------------------------------- | ------------ | ------------ | -------- | -------- | ------ | ------- | ------- |
| Adrián Abadía Nicolás García | trampolina 3 m synchronicznie (m) | —            | —            | —        | —        | 361.62 | 6       | [ 108 ] |
| Valeria Antolino             | trampolina 3 m indywidualnie (k)  | 297.70       | 7 Q          | 284.25   | 10 Q     | 292.95 | 8       | [ 109 ] |
| Ana Carvajal                 | skoki z wieży 10 m (k)            | 285.60       | 12 Q         | 276.90   | 14       | NQ     | NQ      | [ 110 ] |

### Strzelectwo
| Zawodnik          | Konkurencja | Kwalifikacje | Kwalifikacje | Finał | Finał   | Źródło          |
| Zawodnik          | Konkurencja | Wynik        | Pozycja      | Wynik | Pozycja | Źródło          |
| ----------------- | ----------- | ------------ | ------------ | ----- | ------- | --------------- |
| Alberto Fernández | trap (m)    | 121          | 14           | NQ    | NQ      | [ 111 ] [ 112 ] |
| Andrés García     | trap (m)    | 118          | 22           | NQ    | NQ      | [ 111 ] [ 112 ] |
| Fátima Gálvez     | trap (k)    | 122          | 2 Q          | 23    | 5       | [ 113 ]         |
| Mar Molné         | trap (k)    | 123          | 1 Q          | 27    | 4       | [ 113 ]         |

### Surfing
| Zawodnik        | Konkurencja | Runda 1 | Runda 1 | Runda 2              | Runda 3             | Ćwierćfinały            | Półfinały        | Finał            | Miejsce | Źródło  |
| Zawodnik        | Konkurencja | Pkt.    | Poz.    | Przeciwnik Wynik     | Przeciwnik Wynik    | Przeciwnik Wynik        | Przeciwnik Wynik | Przeciwnik Wynik | Miejsce | Źródło  |
| --------------- | ----------- | ------- | ------- | -------------------- | ------------------- | ----------------------- | ---------------- | ---------------- | ------- | ------- |
| Andy Criere     | mężczyźni   | 12.00   | 3 Q2    | Cleland L 4.43-15.17 | NQ                  | NQ                      | NQ               | NQ               | 17      | [ 114 ] |
| Nadia Erostarbe | kobiety     | 18.83   | 1 Q3    | —                    | Matsuda W 8.34-5.84 | Weston-Webb L 6.34-8.10 | NQ               | NQ               | 5       | [ 115 ] |
| Janire González | kobiety     | 2.43    | 3 Q2    | Lelior L 2.80–11.00  | NQ                  | NQ                      | NQ               | NQ               | 17      | [ 115 ] |

### Szermierka
| Zawodnik               | Konkurencja              | 1/32             | 1/16             | 1/8              | Ćwierćfinały     | Półfinały        | Finał/o 3. miejsce | Finał/o 3. miejsce | Źródło  |
| Zawodnik               | Konkurencja              | Przeciwnik Wynik | Przeciwnik Wynik | Przeciwnik Wynik | Przeciwnik Wynik | Przeciwnik Wynik | Przeciwnik Wynik   | Pozycja            | Źródło  |
| ---------------------- | ------------------------ | ---------------- | ---------------- | ---------------- | ---------------- | ---------------- | ------------------ | ------------------ | ------- |
| Carlos Llavador        | Floret indywidualnie (m) | —                | Ha W 15–13       | Hamza L 12–15    | NQ               | NQ               | NQ                 | NQ                 | [ 116 ] |
| Lucía Martín-Portugués | Szabla indywidualnie (k) | —                | Márton L 8–15    | NQ               | NQ               | NQ               | NQ                 | NQ                 | [ 117 ] |

### Taekwondo
| Zawodnik       | Konkurencja | kwalifikacje     | 1/8                     | Ćwierćfinał                 | Półfinał            | Repesaż             | Finał/3. miejsce       | Pozycja | Źródło  |
| Zawodnik       | Konkurencja | Przeciwnik Wynik | Przeciwnik Wynik        | Przeciwnik Wynik            | Przeciwnik Wynik    | Przeciwnik Wynik    | Przeciwnik Wynik       | Pozycja | Źródło  |
| -------------- | ----------- | ---------------- | ----------------------- | --------------------------- | ------------------- | ------------------- | ---------------------- | ------- | ------- |
| Adrián Vicente | −58 kg (m)  | BYE              | Yaser Ismail W 8-3, 9-7 | Magomedov P 5-11, 11-13     | —                   | Woolley W 10-9, 2-2 | Jendoubi P 3-11, 1-12  | 5       | [ 118 ] |
| Javier Pérez   | −68 kg (m)  | BYE              | Tubtimdang W 7-1, 2-2   | Alaphilippe W 2-1, 4-5, 4-2 | Rashitov P 3-7, 3-3 | —                   | Pontes P 3-3, 6-4, 3-4 | 5       | [ 119 ] |
| Adriana Cerezo | −49 kg (k)  | BYE              | Grippoli W 11-4, 7-0    | Nematzadeh P 0-2, 2-7       | NQ                  | NQ                  | NQ                     | 9       | [ 120 ] |
| Cecilia Castro | −67 kg (k)  | —                | Shehata P 1-0, 0-2, 1-4 | NQ                          | NQ                  | NQ                  | NQ                     | 9       | [ 121 ] |

### stołowy
| Zawodnik                 | Konkurencja      | Eliminacje       | 1/32 finału      | 1/16 finału      | 1/8 finału              | Ćwierćfinały     | Półfinały        | Finał            | Finał   | Źródło  |
| Zawodnik                 | Konkurencja      | Przeciwnik Wynik | Przeciwnik Wynik | Przeciwnik Wynik | Przeciwnik Wynik        | Przeciwnik Wynik | Przeciwnik Wynik | Przeciwnik Wynik | Pozycja | Źródło  |
| ------------------------ | ---------------- | ---------------- | ---------------- | ---------------- | ----------------------- | ---------------- | ---------------- | ---------------- | ------- | ------- |
| Álvaro Robles            | singel (m)       | BYE              | Habesohn W 4–2   | Calderano P 2–4  | NQ                      | NQ               | NQ               | NQ               | NQ      | [ 122 ] |
| María Xiao               | singel (k)       | BYE              | Meshref P 1–4    | NQ               | NQ                      | NQ               | NQ               | NQ               | NQ      | [ 123 ] |
| Álvaro Robles María Xiao | turniej mieszany | —                | —                | —                | Ishiy / Takahashi W 4–2 | Wong / Doo P 2–4 | NQ               | NQ               | NQ      | [ 124 ] |

### Tenis ziemny
| Zawodnik                        | Konkurencja | 1/32 finału                     | 1/16 finału                                 | 1/8 finału                                   | Ćwierćfinały                                | Półfinały                      | Finał/Mecz o 3. miejsce       | Finał/Mecz o 3. miejsce | Źródło  |
| Zawodnik                        | Konkurencja | Przeciwnik Wynik                | Przeciwnik Wynik                            | Przeciwnik Wynik                             | Przeciwnik Wynik                            | Przeciwnik Wynik               | Przeciwnik Wynik              | Pozycja                 | Źródło  |
| ------------------------------- | ----------- | ------------------------------- | ------------------------------------------- | -------------------------------------------- | ------------------------------------------- | ------------------------------ | ----------------------------- | ----------------------- | ------- |
| Carlos Alcaraz                  | Singel (m)  | Habib W 6–3, 6–1                | Griekspoor W 6–1, 7–6(7–3)                  | Safiullin W 6–4, 6–2                         | Paul W 6–3, 7–6(9–7)                        | Auger-Aliassime W 6–1, 6–1     | Djokovic P 6–7(3–7), 6–7(2–7) | srebro                  | [ 125 ] |
| Pedro Martínez                  | Singel (m)  | Vavassori P 4–6, 6–4, 4–6       | NQ                                          | NQ                                           | NQ                                          | NQ                             | NQ                            | 33                      | [ 125 ] |
| Jaume Munar                     | Singel (m)  | Zverev P 2–6, 2–6               | NQ                                          | NQ                                           | NQ                                          | NQ                             | NQ                            | 33                      | [ 125 ] |
| Rafael Nadal                    | Singel (m)  | Fucsovics W 6–1, 4–6, 6–4       | Djokovic P 1–6, 4–6                         | NQ                                           | NQ                                          | NQ                             | NQ                            | 17                      | [ 125 ] |
| Cristina Bucșa                  | Singel (k)  | Martić W 6–4, 6–3               | Fernandez P 6–7(4–7), 3–6                   | NQ                                           | NQ                                          | NQ                             | NQ                            | 17                      | [ 126 ] |
| Sara Sorribes                   | Singel (k)  | Krejčíková P 6–4, 0–6, 6–7(2–7) | NQ                                          | NQ                                           | NQ                                          | NQ                             | NQ                            | 33                      | [ 126 ] |
| Carlos Alcaraz Rafael Nadal     | Debel (m)   | —                               | González / Molteni W 7–6(7–4), 6–4          | Griekspoor / Koolhof W 6–4, 6–7(2–7), [10–2] | Krajicek / Ram P 2–6, 4–6                   | NQ                             | NQ                            | 5                       | [ 127 ] |
| Pablo Carreño Marcel Granollers | Debel (m)   | —                               | Bolelli / Vavassori W 2–6, 7–6(7–5), [10–7] | Ebden / Peers P 2–6, 5–7                     | NQ                                          | NQ                             | NQ                            | 9                       | [ 127 ] |
| Cristina Bucșa Sara Sorribes    | Debel (k)   | —                               | Bronzetti / Cocciaretto W 6–1, 6–2          | Carlé / Podoroska W 6–3, 6–4                 | L Kichenok / N Kichenok W 6–3, 2–6, [12–10] | Andreeva / Shnaider P 1–6, 2–6 | Muchová / Nosková W 6–2, 6–2  | brąz                    | [ 128 ] |
| Marcel Granollers Sara Sorribes | mikst       | —                               | —                                           | Ebden / Perez P 3–6, 4–6                     | NQ                                          | NQ                             | NQ                            | 9                       | [ 129 ] |

### Triathlon

#### indywidualnie
| Zawodnik         | Konkurencja | Pływanie | Zmiana 1 | Jazda na rowerze | Zmiana 2 | Bieg  | Czas    | Pozycja | Źródło  |
| ---------------- | ----------- | -------- | -------- | ---------------- | -------- | ----- | ------- | ------- | ------- |
| Alberto González | mężczyźni   | 20:23    | 0:46     | 52:15            | 0:22     | 30:36 | 1:44:22 | 8       | [ 130 ] |
| Roberto Sánchez  | mężczyźni   | 23:02    | 0:51     | 54:28            | 0:23     | 30:45 | 1:49:29 | 36      | [ 130 ] |
| Antonio Serrat   | mężczyźni   | 22:03    | 0:52     | 53:57            | 0:24     | 31:26 | 1:48:42 | 32      | [ 130 ] |
| Miriam Casillas  | kobiety     | 26:03    | 0:58     | 59:14            | 0:27     | 35:04 | 2:01:46 | 33      | [ 131 ] |
| Anna Godoy       | kobiety     | 23:33    | 0:57     | 58:17            | 0:29     | 34:57 | 1:58:13 | 17      | [ 131 ] |

#### Sztafeta
| Zawodnik         | Konkurencja       | Czas             | Czas     | Czas                    | Czas    | Czas        | Czas    | Pozycja | Źródło  |
| Zawodnik         | Konkurencja       | Pływanie (300 m) | Zmiana 1 | Jazda na rowerze (7 km) | Trans 2 | Bieg (2 km) | Wynik   | Pozycja | Źródło  |
| ---------------- | ----------------- | ---------------- | -------- | ----------------------- | ------- | ----------- | ------- | ------- | ------- |
| Alberto González | sztafeta mieszana | 4:03             | 1:06     | 9:44                    | 0:23    | 5:02        | 20:18   | —       | [ 132 ] |
| Anna Godoy       | sztafeta mieszana | 5:02             | 1:05     | 10:30                   | 0:26    | 5:39        | 22:42   | —       | [ 132 ] |
| Antonio Serrat   | sztafeta mieszana | 4:35             | 1:03     | 9:42                    | 0:24    | 5:02        | 20:45   | —       | [ 132 ] |
| Miriam Casillas  | sztafeta mieszana | 5:25             | 1:10     | 10:25                   | 0:26    | 6:19        | 23:45   | —       | [ 132 ] |
| Razem            | sztafeta mieszana | —                | —        | —                       | —       | —           | 1:27.30 | 9       | [ 132 ] |

### Wioślarstwo
| Zawodnik                       | Konkurencja                         | Eliminacje | Eliminacje | Repasaż | Repasaż | Ćwierćfinały | Ćwierćfinały | Półfinały | Półfinały | Finał   | Finał | Miejsce | Źródło  |
| Zawodnik                       | Konkurencja                         | Czas       | M.         | Czas    | M.      | Czas         | M.           | Czas      | M.        | Czas    | M.    | Miejsce | Źródło  |
| ------------------------------ | ----------------------------------- | ---------- | ---------- | ------- | ------- | ------------ | ------------ | --------- | --------- | ------- | ----- | ------- | ------- |
| Rodrigo Conde Aleix García     | M2x (dwójka podwójna)               | 6:16.71    | 2 Q        | —       | —       | —            | —            | 6:14.91   | 2 FA      | 6:20:59 | 5     | 5       | [ 133 ] |
| Dennis Carracedo Caetano Horta | LM2x (dwójka podwójna wagi lekkiej) | 6:28.92    | 2 Q        | —       | —       | —            | —            | 6:35.05   | 4 FB      | 6:19.90 | 2     | 8       | [ 134 ] |
| Jaime Canalejo Javier García   | M2- (dwójka bez sternika)           | 6:32.28    | 1 Q        | —       | —       | —            | —            | 6:36.30   | 3 FA      | 6:29.60 | 5     | 5       | [ 135 ] |
| Virginia Díaz                  | W1x (jedynka)                       | 7:37.30    | 2 QF       | —       | —       | 7:34.01      | 3 SA/B       | 7:37.52   | 6 FB      | 7:34.61 | 6     | 12      | [ 136 ] |
| Esther Briz Aina Cid           | W2- (dwójka bez sternika)           | 7:24.09    | 4 R        | 7:36.98 | 2 Q     | —            | —            | 7:30.36   | 5 FB      | 7:07.08 | 1     | 7       | [ 137 ] |

### Wspinaczka sportowa

#### Wspinaczka na czas
| Zawodniczka   | Konkurencja | Eliminacje | Eliminacje | 1/8 finału               | Ćwierćfinał          | Półfinał        | Finał / 3. miejsce | Finał / 3. miejsce | Źródło  |
| Zawodniczka   | Konkurencja | Czas       | Miejsce    | Przeciwnik Czas          | Przeciwnik Czas      | Przeciwnik Czas | Przeciwnik Czas    | Pozycja            | Źródło  |
| ------------- | ----------- | ---------- | ---------- | ------------------------ | -------------------- | --------------- | ------------------ | ------------------ | ------- |
| Leslie Romero | Kobiety     | 6.89       | 8          | Sallsabillah W 7.26-fall | Miroslaw P 7.06-6.35 | NQ              | NQ                 | 8                  | [ 138 ] |

#### Wspinaczka łączna
| Zawodnik      | Konkurencja | Kwalifikacje | Kwalifikacje | Kwalifikacje | Kwalifikacje | Kwalifikacje | Kwalifikacje | Finał      | Finał      | Finał       | Finał       | Finał | Finał | Źródło  |
| Zawodnik      | Konkurencja | Bouldering   | Bouldering   | Prowadzenie  | Prowadzenie  | Razem        | Poz.         | Bouldering | Bouldering | Prowadzenie | Prowadzenie | Razem | Poz.  | Źródło  |
| Zawodnik      | Konkurencja | Result       | Place        | Result       | Place        | Razem        | Poz.         | Result     | Place      | Result      | Place       | Razem | Poz.  | Źródło  |
| ------------- | ----------- | ------------ | ------------ | ------------ | ------------ | ------------ | ------------ | ---------- | ---------- | ----------- | ----------- | ----- | ----- | ------- |
| Alberto Ginés | mężczyźni   | 28.7         | 14           | 72.0         | 1            | 100.7        | 4 Q          | 24.1       | 7          | 92.1        | 3           | 116.2 | 7     | [ 139 ] |

### Żeglarstwo

#### Konkurencje eliminacyjne
| Zawodnik         | Konkurencja      | Wyścig | Wyścig | Wyścig | Wyścig | Wyścig | Wyścig | Wyścig | Wyścig | Wyścig | Wyścig | Wyścig | Wyścig | Wyścig | Wyścig | Wyścig | Wyścig | Wyścig | Wyścig | Wyścig | Wyścig | Wyścig | Wyścig | Wyścig | Wyścig | Wyścig | Wyścig | Wyścig | Miejsce | Źródło  |
| Zawodnik         | Konkurencja      | 1      | 2      | 3      | 4      | 5      | 6      | 7      | 8      | 9      | 10     | 11     | 12     | 13     | 14     | QF     | SF1    | SF2    | SF3    | SF4    | SF5    | SF6    | F1     | F2     | F3     | F4     | F5     | F6     | Miejsce | Źródło  |
| ---------------- | ---------------- | ------ | ------ | ------ | ------ | ------ | ------ | ------ | ------ | ------ | ------ | ------ | ------ | ------ | ------ | ------ | ------ | ------ | ------ | ------ | ------ | ------ | ------ | ------ | ------ | ------ | ------ | ------ | ------- | ------- |
| Ignacio Baltasar | IQFoil (m)       | 15     | 5      | 13     | 10     | 17     | 11     | 25     | 4      | 8      | 12     | 25     | 5      | 3      | —      | 103    | 11     | NQ     | NQ     | NQ     | NQ     | NQ     | NQ     | NQ     | NQ     | NQ     | NQ     | NQ     | 11      | [ 140 ] |
| Pilar Lamadrid   | iQFoil (k)       | 25     | 1      | 24     | 14     | 12     | 14     | 20     | 19     | 7      | 2      | 11     | 13     | 4      | 23     | 140    | 15     | NQ     | NQ     | NQ     | NQ     | NQ     | NQ     | NQ     | NQ     | NQ     | NQ     | NQ     | 15      | [ 141 ] |
| Gisela Pulido    | Formuła Kite (k) | 11     | 11     | 6      | 12     | 10     | 10     | —      | —      | —      | —      | —      | —      | —      | —      | 48     | 12     | —      | NQ     | NQ     | NQ     | NQ     | NQ     | NQ     | NQ     | NQ     | NQ     | NQ     | 12      | [ 142 ] |

#### Konkurencje z wyścigiem medalowym
| Zawodnik                       | Konkurencja | Wyścig | Wyścig | Wyścig | Wyścig | Wyścig | Wyścig | Wyścig | Wyścig | Wyścig | Wyścig | Wyścig | Wyścig | Wyścig | Punkty | Miejsce | Źródło  |
| Zawodnik                       | Konkurencja | 1      | 2      | 3      | 4      | 5      | 6      | 7      | 8      | 9      | 10     | 11     | 12     | M*     | Punkty | Miejsce | Źródło  |
| ------------------------------ | ----------- | ------ | ------ | ------ | ------ | ------ | ------ | ------ | ------ | ------ | ------ | ------ | ------ | ------ | ------ | ------- | ------- |
| Joaquín Blanco                 | ILCA 7 (m)  | 14     | 35     | 12     | 20     | 25     | 10.2   | 44     | 5      | —      | —      | —      | —      | NQ     | 121.2  | 21      | [ 143 ] |
| Ana Moncada                    | ILCA 6 (k)  | 30     | 39     | 1      | 24     | 29     | 36     | 44     | 23     | 9      | —      | —      | —      | NQ     | 191    | 29      | [ 144 ] |
| Diego Botín Florián Trittel    | 49er (m)    | 216    | 6      | 4      | 5      | 11     | 2      | 3      | 2      | 2      | 15     | 12     | 6      | 1      | 70     | złoto   | [ 145 ] |
| Támara Echegoyen Paula Barceló | 49er (k)    | 19     | 15     | 14     | 12     | 4      | 17     | 13     | 7      | 4      | 16     | 11     | 1      | NQ     | 114    | 12      | [ 146 ] |
| Jordi Xammar Nora Brugman      | 470         | 5      | 6      | 5      | 3      | 6      | 3      | 3      | 6      | —      | —      | —      | —      | 9      | 49     | 4       | [ 147 ] |
| Tara Pacheco Andrés Barrio     | Nacra 17    | 12     | 8      | 1      | 9      | 15     | 12     | 8      | 9      | 17     | 20     | 16     | 6      | NQ     | 113    | 11      | [ 148 ] |